# Гомне
Гомне́ (фр. Gomené, брет. Gouvene, галло Gómenaé) — коммуна во Франции, находится в регионе Бретань. Департамент — Кот-д’Армор. Входит в состав кантона Брон. Округ коммуны — Сен-Бриё.
Код INSEE коммуны — 22062.

## География

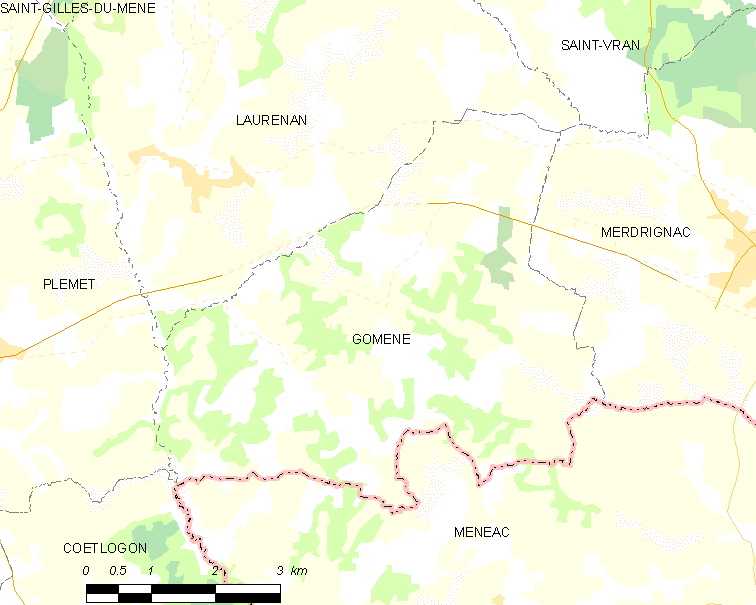
Карта коммуны

Коммуна расположена приблизительно в 370 км к западу от Парижа, в 65 км западнее Ренна, в 45 км к юго-востоку от Сен-Бриё.

## Население
Население коммуны на 2016 год составляло 546 человек.
| 1962 | 1968 | 1975 | 1982 | 1990 | 1999 | 2008 | 2016 |
| ---- | ---- | ---- | ---- | ---- | ---- | ---- | ---- |
| 595  | 718  | 647  | 596  | 535  | 539  | 598  | 546  |

## Администрация
| Период | Период | Фамилия        | Партия       | Примечания |
| ------ | ------ | -------------- | ------------ | ---------- |
| 2001   | 2008   | Жан-Поль Оффре |              |            |
| 2008   |        | Микаэль Лево   | Разные левые | бухгалтер  |

## Экономика
В 2007 году среди 374 человек в трудоспособном возрасте (15—64 лет) 258 были экономически активными, 116 — неактивными (показатель активности — 69,0 %, в 1999 году было 71,7 %). Из 258 активных работали 234 человека (131 мужчина и 103 женщины), безработных было 24 (11 мужчин и 13 женщин). Среди 116 неактивных 29 человек были учениками или студентами, 55 — пенсионерами, 32 были неактивными по другим причинам.

## Достопримечательности
- Церковь Нотр-Дам (XIX век)
  - Потир (XVII век). Высота — 27 см, диаметр — 15 см, серебро. Исторический памятник с 1974 года[3]
  - Потир (XVII век). Высота — 25 см, диаметр — 14 см, серебро. На чаше выгравирована надпись: FAIT FAIRE PAR ESCUIER GILLES de FARAMUS SR de ROQUETON EN GOMENE. Исторический памятник с 1974 года[4]
- Часовня Сен-Генаэль (1875)
- Часовня Св. Анны